# Риган, Джеральд
Джеральд Огастен Пол Риган (англ. Gerald Augustine Regan; 13 февраля 1929, Уинсор, Новая Шотландия — 26 ноября 2019, Галифакс, Новая Шотландия) — канадский юрист и государственный деятель. Премьер-министр Новой Шотландии в 1970—1978 годах от Либеральной партии, руководитель ряда министерств в либеральных правительствах Пьера Трюдо и Джона Тёрнера в 1980—1984 годах. Ближе к концу жизни стал фигурантом многочисленных судебных исков о правонарушениях на сексуальной почве (включая изнасилования), однако по части из них был вынесен оправдательный вердикт, а другие закрыты по давности.

## Биография

### Юность и начало карьеры
Джеральд Риган родился в 1929 году в Уинсоре (Новая Шотландия) в семье католиков-ирландцев. Его мать Роуз, уроженка Ньюфаундленда, была сторонницей Либеральной партии, а отец Уолтер, на протяжении 20 лет бывший членом городского совета Уинсора, первоначально поддерживал консерваторов, но впоследствии также перешёл к либералам. В старших классах Джеральд издавал популярную школьную газету и был президентом своего класса. По окончании школы продолжил образование в Университете Св. Марии в Галифаксе, а затем на юридическом факультете Университета Дэлхаузи. Во время учёбы в Дэлхаузи зарабатывал на жизнь ведением спортивных программ на радио и продолжал заниматься этим в 1954—1956 годах, а в 1957 году вёл радиотрансляции из законодательного собрания Новой Шотландии.
Риган получил адвокатскую лицензию в 1953 году и начал юридическую практику в Уинсоре со следующего года. В 1956 году женился на Кэрол Харрисон, дочери депутата канадского парламента от Саскачевана Джона Харрисона; в этом браке родились шестеро детей. Риган приобрёл известность как адвокат по трудовым конфликтам в 1957—1958 годах, в ходе 14-месячной забастовки рабочих компании Canada Gypsum.

### Политическая карьера
Начало карьеры Ригана в политике было неудачным — он трижды подряд (в 1956, 1960 и 1962 годах) проигрывал провинциальные выборы в своём избирательном округе, потерпела поражение также его попытка избраться в Палату общин Канады в 1962 году. Однако уже на следующий год он сумел победить на федеральных выборах и стать депутатом Палаты общин. Там представитель Новой Шотландии проявил себя достаточно ярко, чтобы попасть в составленный журналом Maclean's обзор «самых талантливых депутатов канадского парламента».
В 1965 году, в возрасте 37 лет, Риган победил в борьбе за пост лидера Либеральной партии Новой Шотландии. Он проявил себя как энергичный и упорный лидер оппозиции, в частности, отметившись в 1969 году 14-часовым филибастером против повышения налога на продажи. В 1970 году либералам удалось создать в Новой Шотландии правительство меньшинства, а через четыре года они увеличили своё представительство в провинциальном парламенте, получив большинство мандатов. Среди предвыборных обещаний либералов в 1970 году была реорганизация правительства и ликвидация системы политического патронажа.
Период нахождения Ригана у власти в Новой Шотландии характеризовался курсом на индустриализацию провинции. В 1972 году с целью предотвратить повышение цен на электроэнергию была национализирована частная Nova Scotia Light and Power Company. В правительстве велась работа над проектом нового большого порта в проливе Кансо, разрабатывались планы шельфовой добычи нефти и газа, а также строительства приливных электростанций в заливе Фанди и нового сталелитейного комплекса в Габарусе. Риган вёл переговоры с Аристотелем Онассисом и Эдмоном де Ротшильдом, которых пытался убедить инвестировать деньги в экономику Новой Шотландии. Однако в 1978 году, не справившись с ростом цен на энергию, связанным с мировым ростом цен на нефть, либералы проиграли очередные выборы консерваторам во главе с Джоном Бьюкененом.
Через два года после поражения на провинциальных выборах Риган вновь был избран в Палату общин. На протяжении четырёх лет он поочерёдно занимал ряд министерских постов в правительствах Пьера Трюдо и Джона Тёрнера, в том числе побывав министром труда, международной торговли и природных ресурсов. Он завершил политическую карьеру на федеральном уровне в 1984 году, когда либералы потерпели поражение на выборах; сам Риган тоже проиграл в своём избирательном округе.

### Дальнейшая жизнь
Вернувшись в частный сектор, Риган занимал должности в советах директоров нескольких компаний, а в 1990 году присоединился в качестве адвоката к фирме Паттерсона и Палмера (в 2005 году слилась с фирмой Макинниса-Купера). Он также занимался лоббированием различных частных интересов.
В 1993 году канадская полиция сообщила, что против Ригана ведётся следствие по ряду обвинений в правонарушениях сексуального характера, совершённых с 1950-х годов. Среди предполагаемых жертв были женщины, которым на момент совершения инкриминируемых действий было от 14 до 18 лет. В итоге на суде Ригану были предъявлены обвинения по восьми пунктам, включавшим изнасилование, попытки изнасилования, развратные действия и насильственное лишение свободы в период с 1956 по 1969 год, однако в декабре 1998 года суд присяжных признал его невиновным по всем пунктам.
На следующий год Апелляционный суд Новой Шотландии признал неверными действия судьи низшей инстанции, решившего исключить из дела семь пунктов обвинения, относящихся к наиболее ранним эпизодам. Апелляция Ригана в Верховном суде Новой Шотландии была в 2002 году отвергнута пятью голосами против четырёх и делу был дан дальнейший ход, но прокуратура провинции приняла решение о его закрытии. Это решение было объяснено «отсутствием общественного интереса» и малой вероятностью сурового приговора даже в случае, если подсудимый будет признан виновным.
Судебный процесс не отразился на публичной жизни Ригана, который продолжал играть в хоккей и теннис вплоть до последних лет жизни, став чемпионом Канады по теннису среди ветеранов в возрастной категории старше 85 лет (в паре с давним другом Лорном Мейном). Он умер в Галифаксе в возрасте 91 года; выражения соболезнований от действующего премьера Новой Шотландии Стивена Макнила и бывшего лидера Зелёной партии Элизабет Мэй вызвали общественную критику как оскорбляющие жертв сексуального насилия.
Старший сын Джеральда Ригана Джефф также сделал политическую карьеру, в 2015—2019 годах занимал пост спикера Палаты общин Канады.